# Tutti in maschera
Tutti in maschera (en español, Todo el mundo disfrazado) es una ópera (llamada una commedia lírica) con música de Carlo Pedrotti y libreto en italiano de Marco Marcelliano Marcello, basada en la comedia de 1759 L'impresario delle Smirne de Carlo Goldoni. Se estrenó en el Teatro Nuovo, Verona, el 4 de noviembre de 1856.
Es una ópera poco representada en la actualidad; en las estadísticas de Operabase aparece con sólo cuatro representaciones en el período 2005-2010, siendo la más representada de Pedrotti.

## Personajes
| Personaje                                           | Tesitura     | Reparto del estreno 4 de noviembre de 1856 (Director: Carlo Pedrotti). |
| --------------------------------------------------- | ------------ | ---------------------------------------------------------------------- |
| Vittoria, una prima donna                           | soprano      | Laura Ruggero Antonioli                                                |
| Emilio, su amante                                   | tenor        | Giovanni Petrovich                                                     |
| Don Gregorio, un profesor de música                 | bajo         | Pietro Mattioli-Alessandrini                                           |
| Dorotea, su esposa, otra prima donna                | mezzosoprano | Adele Ruggero                                                          |
| Martello, un poeta                                  | bajo         | Luigi Bisi                                                             |
| Abdalà, un rico comerciante de Damasco              | barítono     | Davide Squarcia                                                        |
| Lisetta, doncella de Emilio                         | soprano      | Antonietta Scotti                                                      |
| Actores, cantantes, invitados al baile enmascarados |              |                                                                        |